# Paròdia

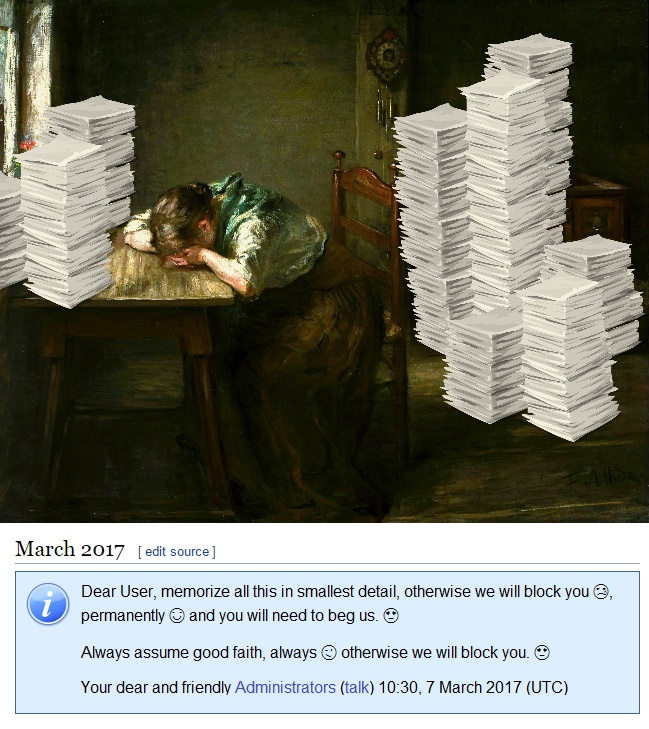
Wikipedia guidelines, paròdia gràfica de les normes viquipedistes

Una paròdia és una imitació burlesca d'una altra obra, de la qual respecta els trets fonamentals perquè els receptors la puguin reconèixer. Té intenció humorística i sovint també d'homenatge. Existeixen al món occidental almenys des de l'antiga Grècia. Pot ser literària, teatral, musical, de dansa o qualsevol altra art escènica, o pertànyer a qualsevol de les arts visuals i audiovisuals, com la instal·lació artística, el còmic, el cinema o el videoclip.
Es pot parodiar una obra canviant el punt de vista narratiu, descontextualitzant-ne algun element o usant un personatge o frase famosa en un fragment satíric. L'heroi sovint el seu caràcter mític i s'omple de defectes humans. Alguns exemples famosos de paròdies inclouen el Quixot, que paròdia els llibres de cavalleries o Tristram Shandy, que és una burla experimental de la picaresca. Les imitacions televisives de polítics o famosos poden considerar-se paròdies modernes.
La Viquipèdia té la seva versió paròdica: la Uncyclopedia, en anglès, o amb altres noms segons la llengua, com Valenciclopèdia, "l'ənciclopèdia de riure", en català.
En Etnopoètica, és la manipulació d'un missatge per canviar-ne la seva funció o el sentit, alhora que es manté l'aparença d'un gènere de la literatura popular.

## Termes relacionats
La paròdia es pot confondre amb els gèneres relacionats següents: sàtira, pastix, esquetx, burlesc.

### Sàtira
Les sàtires i les paròdies són obres derivades que exageren el(s) seu(s) material(s) d'origen de manera humorística. Tanmateix, una sàtira pretén burlar-se del món real, mentre que una paròdia és un derivat d'una obra específica ("paròdia específica") o un gènere general ("paròdia general" o "falsificació"). A més, les sàtires són provocadores i crítiques, ja que apunten a un vici específic associat amb un individu o un grup de persones per burlar-se d'elles per corregir-les o com a forma de càstig. En canvi, les paròdies estan més enfocades a produir humor lúdic i no sempre ataquen ni critiquen la seva obra i/o gènere objectiu. Per descomptat, és possible que una paròdia mantingui elements satírics sense ser una sàtira ella mateixa, sempre que el seu «vers lleuger amb aspiracions modestes» sigui finalment la que domini el treball.

### Pastitx
Un pastitx imita una obra com ho fa una paròdia, però a diferència d'una paròdia, el pastitx no és transformador de l'obra original, ni és humorístic. El crític literari Fredric Jameson s'ha referit al pastitx com una «paròdia blanca», o «paròdia que ha perdut el seu sentit de l'humor».

### Esquetx
Els esquetxs imiten obres "en règim satíric". Però, a diferència de les parodies, els esquetx no transformen el material original.

### Burlesc
El burlesc s'adreça principalment als poemes heroics i al teatre per degradar herois i déus populars, així com burlar-se dels temes comuns dins del gènere. Simon Dentith ha descrit aquest tipus de paròdia com a «drama antiheroica paròdic».

## Orígens
Segons Aristòtil (Poètica, ii. 5), Hegemó de Tassos va inventar una mena de paròdia; alterant una mica la redacció de poemes coneguts va transformar el sublim en el ridícul. A la literatura grega antiga, una paròdia era un poema narratiu que imitava l'estil i la prosòdia de l'èpica «però tractava temes lleugers, satírics o sàtires d'herois». De fet, els components de la paraula grega són παρά para "al costat, contra, contra" i ᾠδή oide "cançó". Així, la paraula grega original παρῳδία paròdia s'ha pres de vegades com a "contra-cançó", una imitació que s'oposa a l'original. El Oxford English Dictionary, per exemple, defineix la paròdia com la imitació «modificada per produir un efecte ridícul». Donat que par- també té el significat de al costat, «no hi ha res en paròdia que requereixi la inclusió d'un concepte de ridícul.»
A la Comèdia antiga grega, fins i tot els déus podien ser objectes de burla. Les granotes retrata l'heroi convertit en déu Hèracles com un golafre i el déu del drama Dionís com a covard i poc intel·ligent. La història tradicional del viatge a l'Inframón és parodiada mentre Dionís es vesteix d'Hèracles per anar a l'Inframón, en un intent de recuperar un poeta per salvar Atenes. Els Grecs antics van crear obres satíriques que parodiaven l'obra tràgica, sovint amb intèrprets vestits com a sàtirs.
La paròdia es va utilitzar en els primers textos filosòfics grecs per fer arguments filosòfics. Aquests textos es coneixen com spoudaiogeloion, un exemple famós del qual és el Silloi (σίλλοι) del filòsof pirronista Timó de Fliunt que parodiava els filòsofs vius i morts. L'estil era un puntal retòric dels cínics i era el to més comú de les obres realitzades per Menip i Melèagre de Gàdara.
Al segle ii d.C., Llucià va crear una paròdia de textos de viatge com ara Ἰνδικά Indika i L'Odissea. Va descriure els autors d'aquests relats com a mentiders que mai havien viatjat, ni mai parlaven amb cap persona creïble que ho fes. En el seu llibre de nom irònic Història vertadera, Llucià ofereix una història que exagera la hipèrbole i les afirmacions improbables d'aquestes històries. De vegades descrit com la primera ciència-ficció, els personatges viatgen a la Lluna, s'entretenen en una guerra interplanetària amb l'ajuda dels extraterrestres que es troben allí i després tornen a la Terra per experimentar la civilització a l'interior d'una criatura de 200 milles de llarg que generalment s'interpreta com una balena. Aquesta és una paròdia de les afirmacions de Ctèsies que l'Índia té una raça humana d'una cama amb un sol peu tan gran que es pot utilitzar com a paraigua, les històries d'Homer de gegants amb un sol ull, etcètera.

## Música
A la música clàssica, com a terme tècnic, paròdia es refereix a la reelaboració d'un tipus de composició en un altre (per exemple, un motet en una obra de teclat com Girolamo Cavazzoni , Antonio de Cabezón i Alonso Mudarra van fer tots dels motets de Josquin des Prez). Més comunament, una missa parodia o un oratori utilitzava citacions extenses d'altres obres vocals com ara motets o cantates; Victoria, Palestrina, Lassus i altres compositors del segle xvi van utilitzar aquesta tècnica. El terme també s'aplica de vegades a procediments comuns al període barroc, com ara quan Bach reelabora música de les cantatess a la seva Oratori de Nadal.
La definició musicològica del terme paròdia ha estat generalment substituïda per un significat més general de la paraula. En el seu ús més contemporani, la paròdia musical sol tenir una intenció humorística, fins i tot satírica, en la qual idees o lletres musicals familiars s'eleven a un context diferent, sovint incongruent. Les paròdies musicals poden imitar o fer referència a l'estil peculiar d'un compositor o artista, o fins i tot a un estil general de música. Per exemple, "The Ritz Roll and Rock", un número de cançó i ball interpretat per Fred Astaire a la pel·lícula Silk Stockings, parodia el gènere del rock and roll. Per contra, mentre que l'obra més coneguda de "Weird Al" Yankovic es basa en cançons populars concretes, també utilitza sovint elements molt incongruents de la cultura popular per a un efecte còmic.

## Paròdia modernista i postmodernista
Des del segle xx, la paròdia s'ha incrementat com el dispositiu artístic central i més representatiu, l'agent catalitzador de la creació i la innovació artístiques. Això va passar de manera més destacada a la segona meitat del segle amb postmodernisme, però anteriorment el modernisme i el formalisme rus havien anticipat aquesta perspectiva. Per als formalistes russos, la paròdia era una manera d'alliberar-se del text de fons que permetia produir formes artístiques noves i autònomes.
L'historiador Christopher Rea escriu que «A les dècades de 1910 i 1920, els escriptors del mercat de l'entreteniment de la Xina parodiaven qualsevol cosa... Parodiaven discursos, anuncis, confessions, peticions, ordres, fulletons, avisos, polítiques, reglaments, resolucions, converses, explicacions, sutres, memorials al tron i actes de conferències. Tenim un intercanvi de cartes entre la Cua i la Barba i les Celles. Tenim un elogi per Tenim "Investigació sobre per què els homes tenen barba i les dones no", "Un telegrama del Déu del tro a la seva mare que renuncia al seu càrrec" i "Un avís públic del rei de la puta que prohibeix als Playboys saltar-se els deutes."»
El relat curt de Jorge Luis Borges "Pierre Menard, autor del Quijote", sovint es considera que prediu el postmodernisme i concebia l'ideal de la paròdia definitiva. En el sentit més ampli de la paròdia grega, la paròdia pot produeir-se quan elements sencers d'una obra es treuen del seu context i es reutilitzen, no necessàriament per ser ridiculitzats. Les definicions tradicionals de paròdia solen parlar només de la paròdia en el sentit més estricte d'alguna cosa destinada a ridiculitzar el text que parodia. També hi ha un sentit de paròdia més ampli i estès que pot no incloure el ridícul, i pot estar basat en molts altres usos i intencions. El sentit més ampli de la paròdia, la paròdia feta amb una intenció diferent del ridícul, va esdevir prevalent a la paròdia moderna del segle xx. En el sentit estès, la paròdia moderna no orienta el text parodiat, però en canvi l'utilitza com a arma per apuntar a una altra cosa. Els principals exemples modernistes d'aquesta paròdia recontextualitzadora inclouen Ulisses de James Joyce, que incorpora elements de L'Odissea d'Homer en el context irlandès del segle xx i The Waste Land de T. S. Eliot, que incorpora i recontextualitza elements d'una àmplia gamma de textos anteriors. El treball d'Andy Warhol és un altre exemple destacat de la paròdia moderna "recontextualitzadora". Segons el teòric literari francès Gérard Genette, la forma de paròdia més rigorosa i elegant també és la més econòmica, és a dir, una paròdia mínima, aquella que reprodueix literalment un text conegut i li dona un nou significat.
És habitual la paròdia blanca, en què un artista pren la forma esquelètica d'una obra d'art i la situa en un nou context sense ridiculitzar-la.